# Орешкович, Тихомир
Тихомир Орешкович (хорв. Tihomir Orešković; род. 1 января 1966, Загреб) — хорватский менеджер фармацевтической промышленности и политик, с 22 января по 19 октября 2016 года премьер-министр Хорватии.

## Биография
Получил образование в области химии, окончив в 1989 году в Канаде Университет Макмастера. В 1991 году получил степень магистра делового администрирования. С 1992 года профессионально связан с фармацевтической промышленностью. Работал в Eli Lilly and Company (Канада), занимаясь финансами и международными контактами, затем пришёл на должность директора, ответственного за отношения с органами государственного управления и экономические вопросы. Позже работал в качестве вице-президента Novopharm по вопросам развития и финансового директора. В 2009 году он присоединился к корпорации хорватский PLIVA, в качестве регионального директор финансов, а затем генеральный директор PLIVA. Позже работал в связанной организационно компании Teva Pharmaceutical Industries.
23 декабря 2015 года лидеры партий «Хорватское демократическое содружество» и «Мост независимых списков» предложили Тихомира Орешковича в качестве кандидата от этих партий, составляющих парламентское большинство на должность премьер-министра Хорватии. В тот же день президент Колинда Грабар-Китарович назначила его на эту должность, поручив формирование нового правительства. Определение состава кабинета длилась почти месяц. 22 января 2016 года Хорватский сабор проголосовал за вотум доверия его правительству: 83 депутатов были «за», 61 — «против» и 5 воздержалось.

## Семья
Женат на Санья Дуймович-Орешкович, имеет двух дочерей и двух сыновей.